# Erla Kolbrún Svavarsdóttir
Erla Kolbrún Svavarsdóttir (* 30. April 1961 in Egilsstaðir, Island) ist eine isländische Pflegewissenschaftlerin und Inhaberin des Lehrstuhls für Familienpflege an der Universität von Island (Háskóli Íslands).

## Leben
Erla Kolbrún Svavarsdóttir erwarb im Jahr 1987 den akademischen Grad eines „Bachelor of Science in Nursing“ an der Abteilung für Pflegewissenschaft der Medizinischen Fakultät der Universität Island. Ein Jahr später erfolgte ein Postgraduiertenabschluss in Pflegepädagogik ebenda. An der University of Wisconsin-Madison/USA erwarb Erla Kolbrún 1993 den „Master of Nursing“ mit einer Abschlussarbeit zu „Parents-Child-Nursing“ („Eltern-Kind-Pflege“) sowie 1997 den Doktortitel mit einer Thesis zu „Family Adaption for Families of an Infant or a Young Child with Asthma“ ("Anpassung und Möglichkeiten der Anpassung junger Familien mit Kindern und Jugendlichen, die an Asthma leiden). 1997 wurde sie als Assistenzprofessorin an die Universität Island berufen, im Jahr 2000 wurde sie außerordentliche Professorin und schließlich, im Jahr 2006, Professorin der Fakultät für Pflegewissenschaft. Zwischen 2003 und 2007 bekleidete sie das Amt der Dekanin dieser Fakultät und folgte in diesem Amt Marga Ingeborg Thome. Im Jahr 2007 reichte Erla das Amt der Dekanin weiter an Sóley Sesselja Bender. Erla Kolbrún Svavarsdóttir forschte gemeinsam mit Forschern aus nordischen Ländern sowie den Niederlanden (FAME-RN-Forschungsgruppe). Sie war beteiligt an einem Postgraduiertenprogramm der Universität Island und ist Mitglied des Redaktionsausschusses des „Journal of Family Nursing“. Seit 2009 ist sie Mitglied der „International Family Nursing Association“. Im Jahr 2015 wurde Erla in die „American Academy of Nursing“ aufgenommen.

## Forschungsschwerpunkte
Erla untersuchte Familien, deren Kinder und Jugendliche mit schweren körperlichen und geistigen Erkrankungen zu kämpfen hatten unter dem Gesichtspunkt der „Familiengesundheitspflege“ („Family Health Nursing“). Sie orientierte sich dabei an den kanadischen Pflegewissenschaftlerinnen Lorraine Wright and Maureen Leahey und deren Vorstellungen von familienzentrierter Pflege (so genanntes „Calgary Modell“). Sie entwickelte stärkeorientierte therapeutische Konzepte und Assessmentinstrumente für diese Familien.
Auch beschäftigte sie sich mit den Thema der Frauengesundheit sowie Frauen in Notfallsituationen unter pflegewissenschaftlicher Perspektive und entwickelte pflegerische Handlungsoptionen.

## Auszeichnung
2014: Honorary Scientist Award des Universitätsklinikums Landspitalí in Reykjavik und Akureyri

## Publikationen
- Erla Kolbrún Svavarsdottir. ritstjóri (ed.)(2010). Ofbeldi margbreytileg birtingarmynd. Háskólaútgáfan, (185 pages).
- Erla Kolbrún Svavarsdottir og Helga Jonsdottir. Ritstjórar (eds.)(2011). Family Nursing in Action. University of Iceland Press, University of Iceland, Reykjavik (406 pages). Inhaltsverzeichnis Digitalisat
- Erla Kolbrún Svavarsdottir & Tryggvadottir, G. B. (2019).  Predictors of quality of life for families of children and adolescents with severe physical illnesses who are receiving hospital-based care. Scandinavian Journal of Caring Sciences, 33, 698–705.
- Erla Kolbrún Svavarsdottir & Gisladottir, M. (2019).  How Do Family Strengths-Oriented Therapeutic Conversations (FAM-SOTC) Advance Psychiatric Nursing Practice? Journal of Nursing Scholarship, 512, 214–224.
- Erla Kolbrún Svavarsdottir, Gisladottir, M., & Tryggvadottir, B. (2019).  Perception on family support and predictors' of satisfaction with the healthcare service among families of children and adolescents with serious mental illnesses who are in active psychiatric treatment. Journal of Child and Adolescent Psychiatric Nursing, vol. 32(1), p. 6–15.